# 高木万平
高木 万平（たかぎ まんぺい、1985年10月22日 - ）は、日本の元俳優。愛知県名古屋市出身。スターダストプロモーションに所属していた。名古屋大学卒業。元俳優の高木心平は双子の弟。

## 略歴
大変裕福な家庭で育つが、父親から「若いころの贅沢は敵」と厳しく教育される。
2005年に俳優デビュー。2007年から2008年にかけて、『獣拳戦隊ゲキレンジャー』に深見レツ / ゲキブルー役としてレギュラー出演。
2009年の『メイちゃんの執事』、『任侠ヘルパー』、2011年の『桜蘭高校ホスト部』などの作品では、弟の高木心平と共に、双子の役を演じている。
2017年4月30日をもって、スターダストプロモーションを退社し、弟の心平と共に芸能界を引退。
同年9月28日、弟の心平と共にYouTubeチャンネル「One Plus One TV」を立ち上げる。2018年2月12日まで動画投稿活動を行っていた。
2022年1月24日、芸能活動を引退してから5年経ち、2014年4月から2017年3月まで放送したアニメ『遊☆戯☆王ARC-V』でユート役を演じた縁として、『遊戯王 デュエルリンクス』のユート役の新規ボイス収録の参加を果たした。

## 人物
- 趣味はダンス・サーフィン・音楽鑑賞・映画鑑賞。特技はバスケット・スノーボード[1]。
- 好きな映画は『パイレーツ・オブ・カリビアン』シリーズと北野武監督の『BROTHER』と『アウトレイジ』 [1]。
- 憧れていた俳優は反町隆史であり、好きな女優は竹内結子であった[1]。

## 出演

### テレビドラマ
- 獣拳戦隊ゲキレンジャー（2007年、テレビ朝日） - 深見レツ / ゲキブルー 役
- cafe吉祥寺で（2008年、テレビ東京） - 皆川ひふみ 役
- メイちゃんの執事（2009年、フジテレビ） - 赤羽右近 役（心平と双子役）
- 名探偵の掟 第9話（2009年6月12日、テレビ朝日） - 金田（高校生時代） 役
- 任侠ヘルパー（2009年、フジテレビ） - 古賀健介 役（心平と双子役）
- インディゴの夜 第6 - 63話（2010年1月12日 - 4月2日、フジテレビ） - モイチ（大槻大和） 役（心平と双子役）
- 桜蘭高校ホスト部（2011年、TBS） - 常陸院馨 役（心平と双子役）
- 怪盗ハンサム（2011年7月29日、東海テレビ） - 石田達郎 役（心平と双子役）
- 白戸修の事件簿 第8話（2012年3月16日、TBS） - 常陸院馨 役（心平と双子役）
- 都市伝説の女 Part2 第2話（2013年10月18日、テレビ朝日） - 城戸祐作 役
- 科捜研の女 第15シリーズ 第3話（2015年10月29日、テレビ朝日） - 岩清水修 役

### 映画
- スーパー戦隊シリーズ
  - 電影版 獣拳戦隊ゲキレンジャー ネイネイ!ホウホウ!香港大決戦（2007年） - 深見レツ / ゲキブルー 役
  - 劇場版 炎神戦隊ゴーオンジャーVSゲキレンジャー（2009年） - 深見レツ / ゲキブルー 役
- 桜蘭高校ホスト部（2012年） - 常陸院馨 役（心平と双子役）
- センチメンタルヤスコ（2012年） - 駒形和樹 役
- 昭和最強高校伝 國士参上!!（2016年） - 主演・小川錦市（高校生時代） 役
- ユートピア（2018年、伊藤峻太監督） - エアリ 役

### 舞台
- 飛行機雲〜DJから特攻隊へ愛を込めて〜（2005年8月）
- ロストデイズ（2008年5月） - 金子敏弘 役
- 朗読劇「苦情の手紙」（2008年7月）
- 風が強く吹いている（2009年1月） - 城太郎 役（心平と双子役）
- Little Alice-少年アリスの時間割-（2009年4月・2012年7月） - 主演・北川アリス 役
- DHE@stage×穴吹一朗 コラボレーション公演「Tower of Sugar」（2009年7月） - 主演
- マグダラなマリア〜マリアさんは二度くらい死ぬ!オリエンタルサンシャイン急行殺人事件〜（2009年11月） - エミリー 役
- インディゴの夜（2010年4月 - 6月） - モイチ 役（心平と双子役）
- c-block/DHE@stageプロデュース演劇集団アーバンフォレスト「真夜中の取調室」（2010年6月） - 日替わりゲスト
- Jack in the Rocks feat. 演劇集団アーバンフォレスト「今度はオセロ」（2010年9月）
- 絆 少年よ大紙を抱け（2010年11月・2011年10月） - 吉村宏 役（心平と双子役）
- コントンクラブ image4〜オムニバスギャグエンターテインメント〜（2011年4月）
- WBB vol.2「プレイスター」（2012年4月）
- W・FOXXプロデュース「鬼切姫〜第一章・志を継ぐもの〜」（2012年6月） - 主演・桂邑城 役
- Drama Project Decca #4「死神姫の再婚」（2013年3月） - チャーリー 役
- ACTOR'S TRASH ASSH×タンバリンプロデューサーズ主催 ASSH-DX vol.3「危機之介御免」（2013年4月） - 主演・富士見喜亀之介 役>
- 華アワセ ～based on 「華アワセ 蛟編」～（2014年1月） - 蛟 役
- ダンガンロンパ THE STAGE〜希望の学園と絶望の高校生〜（2014年10月 - 11月） - 石丸清多夏 役

### オリジナルビデオ
- スーパー戦隊シリーズ
  - 獣拳戦隊ゲキレンジャースペシャルDVD ギュンギュン!拳聖大運動会（2007年） - 深見レツ 役
  - 獣拳戦隊ゲキレンジャーVSボウケンジャー（2008年） - 深見レツ / ゲキブルー 役
- 学園男子 イケメン学部（2009年）

### テレビアニメ
- 遊☆戯☆王ARC-V（2014年 - 2017年、テレビ東京） - ユート 役

### ゲーム
- 遊戯王 デュエルリンクス（2022年） - ユート 役[5]

### CM
- 東芝 携帯電話 V603T（2005年）
- JTB 学生応援団（2005年）
- サントリー ボス（2007年）
- グリコ BREO（2008年）
- カルピス カルピスソーダ（2013年）
- 遊☆戯☆王アーク・ファイブ オフィシャルカードゲーム（2014年） - ナレーション

### WEB
- ヒーロー特撮生ドラマ「弾幕ヒーロー ニコバスターズ」（2015年7月18日・19日、ニコニコ生放送） - 俺くん（ニコレッド） 役